# Shimizu City Challenger 1980
Lo Shimizu City Challenger 1980 è stato un torneo di tennis facente parte della categoria ATP Challenger Series nell'ambito dell'ATP Challenger Series 1980. Il torneo si è giocato a Shimizu in Giappone dal 2 all'8 aprile 1980 su campi in cemento.

## Vincitori

### Singolare
Markus Günthardt ha battuto in finale  Cliff Letcher con il punteggio di 2–6, 6–4, 6–3

### Doppio
Syd Ball /  Cliff Letcher hanno battuto in finale  Chris Kachel /  John Marks con il punteggio di 6–7, 6–3, 6–2